# Готфрід Вільгельм Лейбніц
Готфрід Вільгельм Лейбніц (також іноді Ґо́тфрид Ля́йбніц; Ляйбніц, нім. Gottfried Wilhelm Leibniz; 1 липня 1646, Лейпциг — 14 листопада 1716, Ганновер)— провідний німецький філософ, логік, математик, фізик, мовознавець і дипломат.
Він є однією з найвидатніших постатей як в історії філософії, так і в історії математики. Писав праці з філософії, теології, етики, політики, права, історії та філології. Лейбніц також зробив великий внесок у фізику та техніку та передбачив поняття, які виникли набагато пізніше в теорії ймовірностей, біології, медицині, геології, психології, лінгвістиці та інформатиці. Крім того, він зробив внесок у галузь бібліотекознавства: працюючи наглядачем бібліотеки Вольфенбюттеля в Німеччині, він розробив систему каталогізації, яка слугувала б путівником для багатьох найбільших бібліотек Європи.  Внески Лейбніца в цю величезну низку тем були розкидані в різних наукових журналах, в десятках тисяч листів і в неопублікованих рукописах. Він писав кількома мовами, переважно латинською, французькою та німецькою, а також англійською, італійською та голландською.
Передбачив принципи сучасної комбінаторики. Зробив вагомий внесок у логіку та філософію. Через кодування намагався створити універсальну числову дескриптивну платформу для всіх наук — прообраз сучасних формальних систем. Створив першу механічну лічильну машину, здатну виконувати додавання, віднімання, множення й ділення. Незалежно від Ісаака Ньютона створив диференціальне й інтегральне числення та заклав основи двійкової системи числення. У рукописах і листуванні, які було надруковано лише в середині XIX століття, розробив основи теорії детермінантів. Мав надзвичайно широке коло наукових кореспондентів, багато з ідей викладено в рукописах і листуванні, що ще й досі повністю не надруковано.
У філософії та теології Лейбніц найбільше відомий своїм оптимізмом, тобто своїм висновком про те, що наш світ є, у кваліфікованому сенсі, найкращим можливим світом, який міг створити Бог, погляд, який іноді висміюють інші мислителі, такі як Вольтер у своїй сатириці. Повість Кандід. Лейбніц разом із Рене Декартом і Барухом Спінозою був одним із трьох великих раціоналістів раннього Нового часу. Його філософія також засвоює елементи схоластики, зокрема, припущення, що деяке суттєве знання реальності може бути досягнуто шляхом міркування з перших принципів або попередніх визначень. Роботи Лейбніца передбачили сучасну логіку і все ще впливають на сучасну аналітичну філософію, наприклад, прийняте вживання терміну «можливий світ» для визначення модальних понять.

## Життєпис

### Ранні роки
Ґотфрід Вільгельм народився 1 липня 1646 року в родині професора філософії моралі (етики) Лейпцизького університету Фрідріха Ляйбніца (нім. Friedrich Leibnütz) та Катерини Шмук (нім. Catherina Schmuck). Батько — Фрідріх Лейбніц народився у Саксонії і був серболужицького походження, мати — донька поважного лейпцизького юриста та професора Вільгельма Шмука.
Коли хлопчикові було шість років, його батько помер, через це вихованням хлопчика займалась його мати. Після смерті батька, залишилась велика особиста бібліотека. Лейбніц навчався у відомій Лейпцизькій школі Святого Томи. Бібліотека батька дозволила Лейбніцу вивчити широкий спектр передових філософських і теологічних робіт, до яких він міг би мати доступ тільки в студентські роки.. Лейбніц розповідав:
|  | Коли я підріс, мені почало приносити надзвичайну насолоду читання всякого роду історичних оповідань. Німецькі книги, які мені траплялися під руку, я не випускав із рук, поки не прочитував їх до кінця. Латинською мовою я займався спершу тільки в школі і, без сумніву, я просувався б із звичайною повільністю, якби не випадок, що вказав мені абсолютно інший шлях. У будинку, де я жив, я натрапив на дві книги, залишені одним студентом. Одна з них була твори Лівія, інша – хронологічна скарбниця Кальвізія. Допіру ці книги потрапили мені до рук, я проковтнув їх. |

Намагаючись глибше розібратись в отриманих творах Ляйбніц зацікавився й іншою античною літературою. До десяти років Лейбніц вивчив книги Цицерона, Плінія, Геродота, Ксенофана та Платона. У 12-річному віці Лейбніц уже був знавцем латини; у 13-річному віці він за один ранок склав триста гекзаметрів латинського вірша для спеціального заходу в школі:
|  | Я радів, ніби знайшов скарб, тому що згорав від нетерпіння побачити древніх, яких знав тільки по імені, — Цицерона та Квінтіліана, Сенеку і Плінія, Геродота, Ксенофонта і Платона, письменників періоду Августа і багатьох латинських і грецьких отців церкви. Все це я став читати, дивлячись по потягу, і насолоджувався надзвичайною різноманітністю предметів. Таким чином, не маючи ще дванадцяти років, я вільно розумів латинь і почав розуміти по-грецьки. |

### Навчання в університетах
У 1661 році, у віці 14 років, Лейбніц вступив до Лейпцизького університету, де у 1663 році здобув ступінь бакалавра, з дисертацією «De Principio Individui», з якої бере початок його пізніша теорія монад. Викладання математики в Лейпцигу було поганим, і влітку 1663 року Ляйбніц навчався в Єнському університеті, де на нього вчинив великий вплив філософ і математик Ергард Вейґель. У жовтні 1663 року Лейбніц повернувся до Лейпцига і пройшов курс навчання до доктора права. Здобув ступінь магістра філософії за дисертацію, яка поєднувала аспекти філософії і права з деякими математичними ідеями, що походять від Вейґеля. Отримав ступінь бакалавра права, працював над докторською дисертацією з філософії, «Dissertatio de arte combinatoria», яку було надруковано у 1666 році.
Незважаючи на його неабияку на той час репутацію і визнання його праць, Лейбніцу було відмовлено у ступені доктора права в Лейпцигу, тому він негайно поїхав до Альтдорфського університету в Альтдорф-Нюрнберзі, де у лютому 1667 р. отримав цей ступінь за свою дисертацію «De Casibus Perplexis». Йому запропонували посаду професора в Альтдорфі, але Лейбніц відмовився, обравши натомість кар'єру дипломата і юриста.

### Політична та публіцистична діяльність
З 1667 до 1676 року перебував на службі майнського курфюрста, барона Йоганна Кристіана фон Бойнебурга. Під час дипломатичної роботи Ляйбніц подорожував країнами Європи. У 1672 році він отримав змогу подорожувати до Парижа, де і залишився до жовтня 1676 року. До подорожі у Францію Ляйбніца спонукала надія схилити Людовика XIV до завоювання Єгипту, яке мало відвернути честолюбні задуми Франції від німецьких земель і в той же час завдати удару османській могутності. По дорозі з Парижа до Німеччини Ґотфрід Вільгельм Ляйбніц зустрічався в Голландії зі Спінозою, там же він дізнався і про відкриття Левенгука, які зіграли важливу роль у формуванні його природно-наукових і філософських поглядів. Під час цих подорожей Ляйбніц познайомився з деякими з найвидатніших учених і філософів того часу, зокрема Арно, Мальбраншем і Гюйгенсом (який став його вчителем математики) у Парижі, а також Гуком, Бойлем і Пеллем у Лондоні. Ляйбніц зробив суттєвий внесок у політичну теорію і в естетику.
Під час перебування у Парижі, Ляйбніц розпочав дослідження з диференціального й інтегрального числення. Ляйбніц надавав надзвичайну увагу питанням зручної наукової нотації, і в рукописі від 21 листопада 1675 р. він уперше використав нині загальновизнаний запис {\displaystyle \int f(x)dx} для інтегралу функції.

### Життя у Ганновері
У 1676 році, незабаром, після смерті курфюрста Майнцького, Лейбніц перейшов на службу до герцога Брауншвейґ-Каленберґа — Ернста Авґуста. Він одночасно радник, історик, дипломат і бібліотекар Бібліотеки герцога Авґуста у Вольфенбюттелі; цей пост він не залишив до кінця життя. За дорученням герцога Ляйбніц склав історію роду Гвельфів-Брауншвейгів. Він працював над нею понад тридцять років і встиг довести її до раннього Середньовіччя.
Ляйбніц продовжував математичні дослідження, відкрив теорему Ньютона-Лейбніца. Вже в 1676 році Лейбніц у листах виклав основи математичного аналізу. Обсяг його листування колосальний — воно досягло справді астрономічного числа — приблизно 15 000 листів.
У 1682 році Лейбніц заснував науковий журнал «Acta Eruditorum», який зіграв значну роль у поширенні наукових знань у Європі. Вперше «Acta Eruditorum» був опублікований у Лейпцигу.

### Останні роки
У 1698 році помер герцог Брауншвейзький, його спадкоємцем став Ґеорґ-Людвіґ, який недолюблював Лейбніца. Він дивився на нього лише як на свого придворного історіографа, що коштував йому багато зайвих грошей.
У 1700 році Лейбніц заснував Берлінську Академію наук і став її першим президентом. Його обрали іноземним членом Французької академії наук.
Стосунки між Лейбницем і герцогом охолонули ще більше, коли Ґеорґ-Людвіґ, під ім'ям Ґеорґа I, вступив на англійський престол. Лейбніц хотів бути запрошеним до лондонського двору, проте він зустрів запеклий опір англійських вчених, через сумнозвісну суперечку, яку він вів із Ісааком Ньютоном. Лейбніц безуспішно намагався примиритися з королем і залучити його на свій бік. Ґеорґ I постійно робив Лейбніцу догани за неакуратне складання історії його династії; врешті він видав рескрипт на ім'я ганноверського уряду, де було офіційно висловлено осуд Лейбніца, і знаменитий учений публічно був названий людиною, якій не слід вірити.
Ґотфрід Вільгельм Лейбніц був оточений інтригами придворних, його дратували нападки ганноверського духовенства. Останні два роки життя в Ганновері були для Ляйбніца особливо важкими, він знаходився в постійних фізичних стражданнях, «Ганновер — моя в'язниця», — сказав він одного разу.
На початку серпня 1716 року, після затяжної хвороби Ґотфрід Лейбніц помер. Ніхто з почту ганноверського герцога не проводив Ляйбніца в останній шлях, за труною йшов тільки його особистий секретар. Берлінська академія наук, засновником і першим президентом якої був Лейбніц, не звернула уваги на його смерть, проте через рік Б. Фонтенель виголосив відому промову в його пам'ять перед членами Французької академії наук.

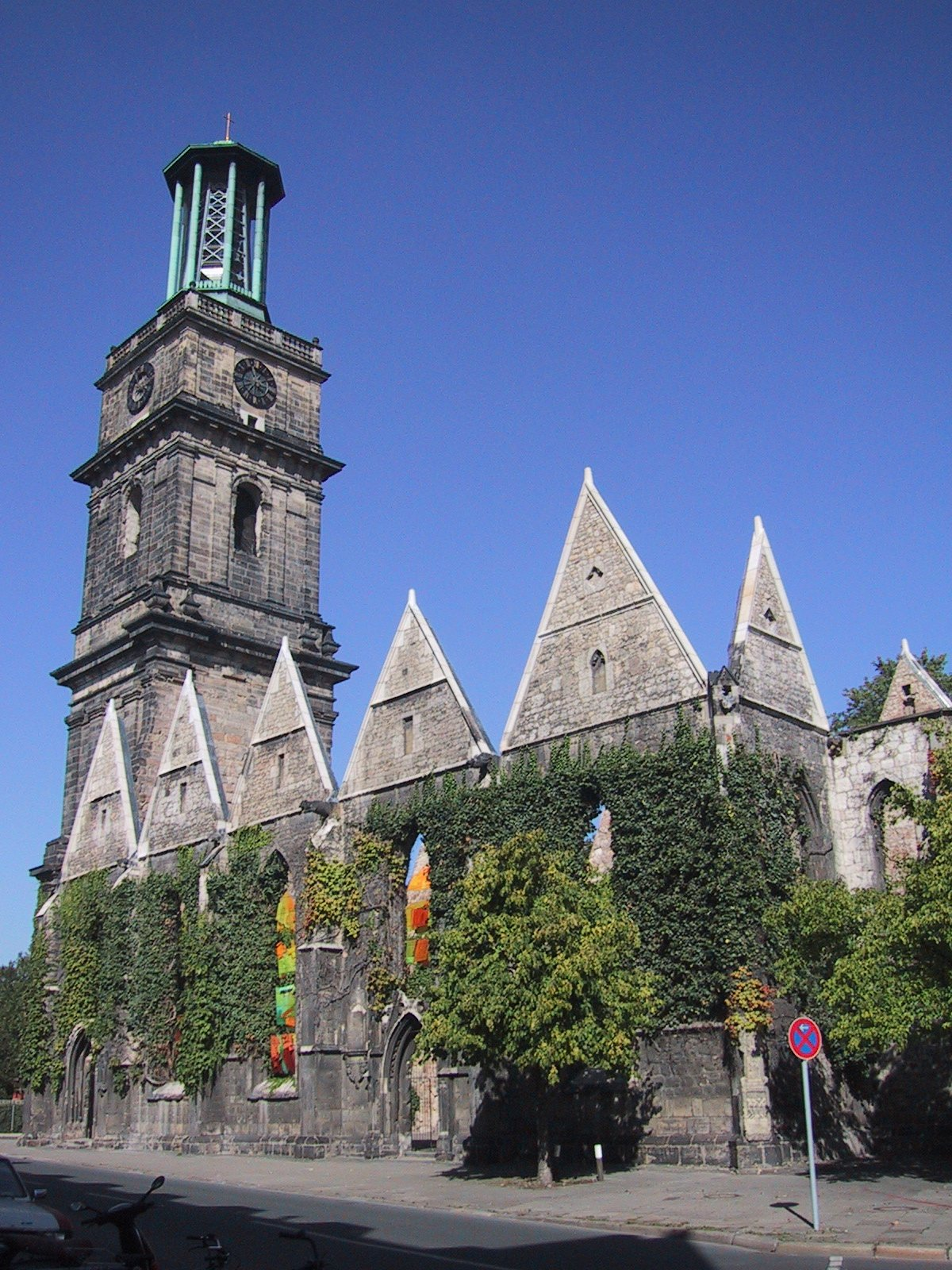
Ганновер, церква Св. Егідія, руїни після Другої світової війни.
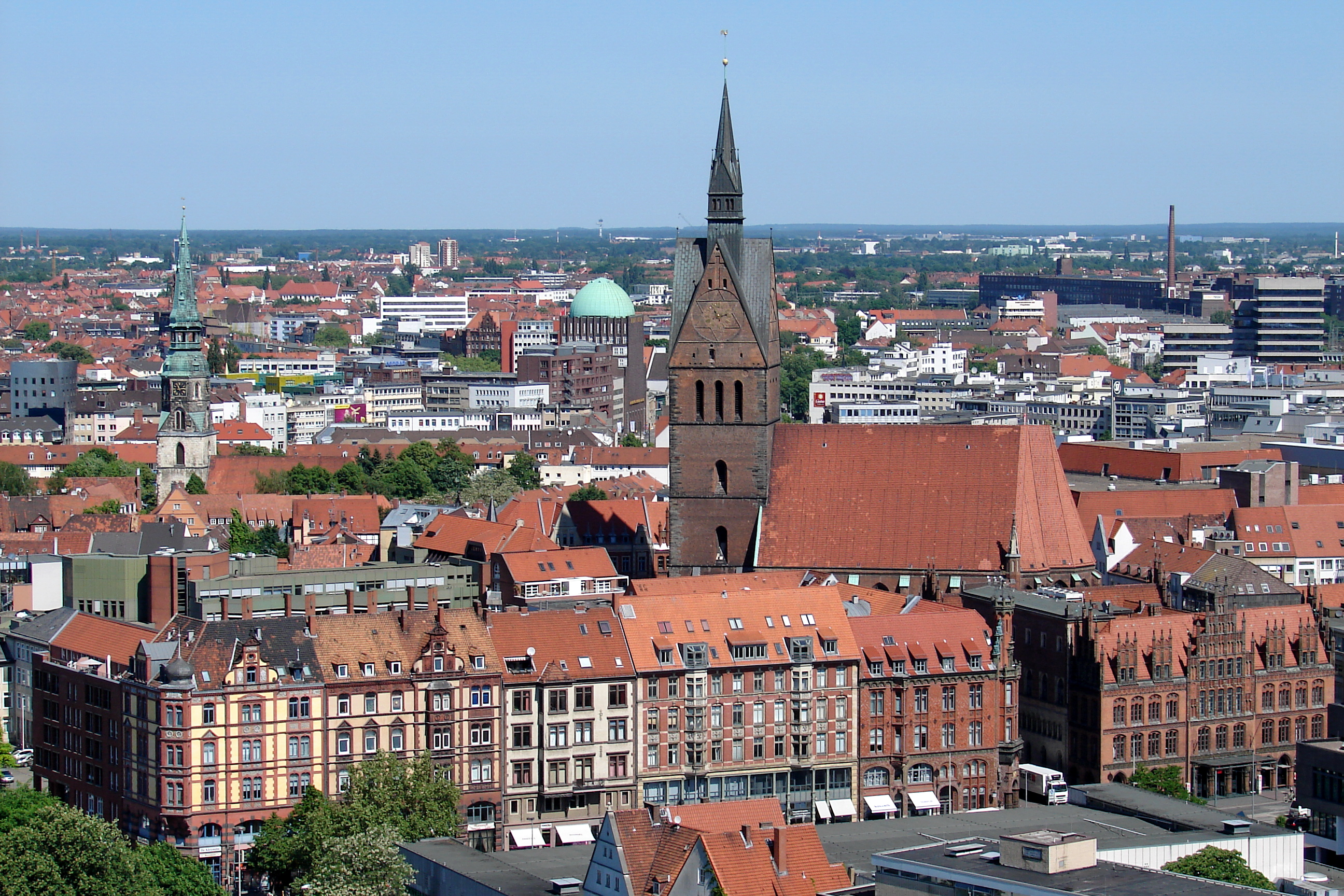
Ганновер, історична частина міста

## Наукові досягнення

### Філософія
Лейбніц став завершувачем філософії XVII століття і попередником німецької класичної філософії, його філософська система склалася до 1685 року як підсумок двадцятирічної еволюції, у процесі якої він критично переробив основні ідеї Демокріта, Платона, Авґустина, Декарта, Гоббса, Спінози та інших. Хоча Лейбніц захоплювався інтелектом Спінози, він також був відверто стривожений його висновками, особливо, коли вони були несумісні з християнською ортодоксальністю. Одного разу Ляйбніц сказав, що схвалює більшу частину того, про що читає, проте це свідчить не про еклектизм, а про властивий йому дар синтезувати різні ідеї, створюючи оригінальне вчення. Ляйбніц володів здатністю примирювати й об'єднувати різнорідне, і плюралізм його метафізики певною мірою зобов'язаний саме цій властивості. На відміну від Декарта, який протиставляв нову науку традиційній схоластичній філософії, Ляйбніц був переконаний у необхідності примирити платонізм і арістотелізм в їхній середньовічній інтерпретації з фізикою та астрономією Галілея й Кеплера, геометрією Кавальєрі, аналізом Валліса і Гюйґенса, а також із біологією Левенгука, Мальпігі та Сваммердама.
Лейбніц відхилив висунутий Декартом як критерій істини, принцип безпосередньої достовірності, тобто ясності та виразності ідей. Ляйбніц вважав такий критерій психологічним, а тому суб'єктивним, на противагу він вказував, що не стільки суб'єктивна очевидність, скільки логічний доказ гарантує об'єктивність та істинність знання.
Досконалість дійсного світу Ляйбніц розумів як «гармонію сутності та буття»: оптимальність відносин між різноманітністю існуючих речей і дій природи та їхньою впорядкованістю; мінімум втрат при максимумі результаті.
Лейбніц — один із найважливіших представників новоєвропейської метафізики, в центрі уваги якої — питання про те, що таке субстанція. Він розвинув систему, що отримала назву субстанціальний плюралізм або монадологія. Ляйбніц першим системно і доказово представив висловлювану ще у піфагорійські часи ідею про те, що монадність Всесвіту — ознака транзитивна. Тобто розгляд Всесвіту як монади означає водночас визнання як монад та індивідуальних складових Всесвіту. Взяті як множина, а не як Єдине, монади постали у якісно іншому ракурсі, збагатилися новими значеннями.
Монади не змінюють своєї внутрішньої структури під впливом інших монад. Кожна монада виступає як певний світ, відображаючи в собі весь світовий порядок, і має свою власну визначеність (є носієм певних якостей), якою вона відрізняється від інших.
Монади не мають ніяких просторових або будь-яких фізичних характеристик. Їх, таким чином, не можна пізнати чуттєво. Вони є суто ідеальними, духовними елементами буття. Ми можемо їх пізнати тільки за допомогою розуму. Чуттєві речі, тобто поєднання монад, відрізняються залежно від монад, із яких вони складаються.

### Математика
Лейбніц шукав можливості для розширення наукових контактів. Він розпочав листування з Ольденбургом, секретарем Лондонського наукового товариства.
Восени 1672 р., з нагоди дипломатичної місії від Бойнебурґа у Парижі, Ляйбніц познайомився з Гюйґенсом і за його керівництвом розпочав дослідження з теорії рядів і знаходить славетну формулу
{\displaystyle {\frac {\pi }{4}}=1-{\frac {1}{3}}+{\frac {1}{5}}-{\frac {1}{7}}+\ldots .}
Під впливом Гюйґенса Ляйбніц вивчив праці Паскаля, Ґреґорі та інших із інфінітезімальної геометрії, тобто питання дотичних до кривих, і виходить із ідеєю «функції», у сучасній термінології — похідної, таким чином винаходячи центральну концепцію математичного аналізу.
У 1675 році Лейбніц створив диференціальне й інтегральне числення та згодом опублікував головні результати свого відкриття, випередивши Ньютона, який ще раніше прийшов до схожих результатів і писав про них Ляйбніцу в приватному листуванні.
У 1684 році Лейбніц опублікував першу у світі велику роботу по диференціальному численню: «Новий метод максимумів і мінімумів», причому ім'я Ньютона в першій частині навіть не згадується, а в другій заслуги Ньютона описані не цілком ясно.
Тоді Ньютон не звернув на це уваги. Його роботи з аналізу почали видаватися тільки з 1704 року. Згодом через це виникла багаторічна суперечка між Ньютоном і Лейбніцем про пріоритет відкриття диференціального числення.
Ісаак Ньютон написав два листа до Ляйбніца, в яких повідомив про свої дослідження з аналізу, але без викладання методів. У відповідь Ляйбніц описав деякі зі своїх методів, щодо яких Ньютон зневажливо зауважив: «…не розв'язане жодне попередньо відкрите питання…».
У 1686 році Лейбніц поділив дійсні числа на трансцендентні та алгебраїчні. Вперше ввів у друк символ {\displaystyle \int } для інтегралу (і вказав, що ця операція обернена диференціюванню).
Лейбніц виклав свої дослідження з математичного аналізу в декількох мемуарах, починаючи з «Nova Methodus pro Maximis et Minimis, Itemque Tangentibus, qua nec Fractas nec Irrationales Quantitates Moratur, et Singulare pro illi Calculi Genus» («Новий метод для максимумів і мінімумів, а також дотичних, якому не заважають ні дробні, ні ірраціональні кількості, і дивовижний вид числення для цього»), надр. в Acta Eruditorum в 1684 р. Зокрема, вже перший мемуар містить нотацію {\displaystyle dx} і правила для диференціювання добутків, часток і степенів. Оскільки жодні з результатів методу флюксій Ісаака Ньютона, який він розробляв принаймні з 1671 р., ще не
було надруковано (Ньютоновські «Philosophiae Naturalis Principia Mathematica» з'явились лише у 1687 р.), ці публікації Лейбніца згодом призвели до надзвичайно лютої і тривалої суперечки щодо пріоритету у створенні диференціального та інтегрального числення. Так чи інакше, ідеї Ляйбніца та його нотація мали набагато більший вплив на розвиток математичного аналізу протягом наступного століття, особливо на континенті.
Ще одним із визначних досягнень Ляйбніца був його трактат «Dynamica» з аналітичної механіки, який підсумував дослідження, розпочаті у 1676 р.

### Інформатика
Лейбніц першим зрозумів роль двійкової системи числення в механізації та організації обчислень.
Він також описав двійкову систему числення з цифрами 0 і 1, на якій працює сучасна комп'ютерна техніка. Сучасна двійкова система була повністю описана ним у роботі «Explication de l'Arithmétique Binaire». Як людина, що захоплюється китайською культурою, Лейбніц знав про Книгу Змін і зауважив, що гексаграми відповідають двійковим числам від 0 до 111111; він захоплювався тим, що це відображення є свідченням великих китайських досягнень у філософській математиці того часу. Лейбніц можливо був першим програмістом і інформаційним теоретиком. Він виявив, що якщо записувати певні групи двійкових чисел одне під іншим, то нулі і одиниці у вертикальних стовпцях будуть регулярно повторюватися, і це відкриття навело його на думку, що існують цілком нові закони математики. Лейбніц зрозумів, що двійковий код оптимальний для системи механіки, яка може працювати на основі активних і пасивних простих циклів, що перемежовуються. Він намагався застосувати двійковий код у механіці й навіть зробив креслення обчислювальної машини, що працювала на основі його нової математики, але незабаром зрозумів, що технологічні можливості його часу не дозволяють створити таку машину. Проєкт обчислювальної машини, що працює у двійковій системі, в якій використовувався прообраз перфокарти, Лейбніц виклав у праці, написаній ще в 1679 (до того, як він докладно описав двійкову арифметику в трактаті 1703 Explication de l'Arithmétique Binaire). Одиниці і нулі в уявній машині були представлені відповідно відкритими або закритими отворами в банці, що переміщується, через яку передбачалося пропускати кульки, що падають у жолоби під нею. Лейбніц писав також про можливість машинного моделювання функцій людського мозку.
Ним же був розроблений (і частково реалізований) проєкт механічної обчислювальної машини, оснований на двійковій арифметиці. Саме з числових обчислень розпочалась ера механізації й автоматизації інформаційних систем.
У 1673 році Лейбніц побудував першу лічильну машину, здатну механічно виконувати всі чотири дії арифметики. Ряд найважливіших її механізмів застосовували аж до середини XX століття. До типу машини Лейбніца можуть бути віднесені всі машини, зокрема і перші ЕОМ, які виконували операцію множення як багаторазове додавання, а ділення — як багаторазове віднімання. Головною перевагою цих машин були вищі (ніж у людини) швидкість і точність обчислень. Їхнє створення продемонструвало принципову можливість механізації інтелектуальної діяльності людини.
Протягом XVII—XIX ст. з'явилася ціла низка арифмометрів і калькуляторів для механічної обробки числової інформації. Основи такої обробки базувалися на винайдених іще в Стародавній Індії позиційних системах числення й правилах виконання в них чотирьох основних арифметичних дій. Ці правила набули поширення в Європі приблизно в 820—825 рр. завдяки трактату хорезмського математика й астронома аль Хорезмі. Звідси й походять такі словосполучення, як «алгоритм додавання», «алгоритм множення» тощо. Пізніше термін «алгоритм» став застосовуватись у ширшому сенсі, означаючи будь-яке механічне правило для обробки інформації, у тому числі й символьної.
Наприкінці XIX та на початку XX ст. ідеї Лейбніца про універсальну платформу знайшли свій подальший розвиток у формалізації класичної математики, яка завершилася створенням прикладного числення предикатів.

## Винаходи
1673 року, після знайомства з Християном Гюйґенсом, Ляйбніц створив механічний калькулятор (арифмометр), що виконує додавання, віднімання, множення і ділення чисел, а також добування коренів і піднесення до степеня. У машині Ляйбніца використовувався принцип зв'язаних кілець підсумовуючої машини Паскаля, але Ляйбніц ввів у неї рухомий елемент (прототип каретки настільного калькулятора), що дозволив прискорити повторення операції додавання, необхідне при перемножуванні чисел. Замість коліщат і приводів у машині Ляйбніца використовувалися циліндри з нанесеними на них цифрами. Кожен циліндр мав дев'ять рядів виступів або зубців. При цьому перший ряд містив один виступ, другий ряд — два виступи і так аж до дев'ятого ряду, що містив відповідно дев'ять виступів. Циліндри з виступами були рухомими.
Спеціально для своєї машини Ляйбніц застосував систему числення, що використовує дві цифри: 0 і 1. Принцип двійкової системи числення Ляйбніц пояснював на прикладі коробочки з отворами: відкритий отвір означає 1, закритий — 0. Одиниця позначалася кулею, що випала, нуль — відсутністю кулі. Двійкова система числення Ляйбніца знайшла згодом застосування в автоматичних обчислювальних пристроях.
Машина була продемонстрована у Французькій академії наук і лондонському Королівському товаристві.
Ляйбніц підказав Дені Папену конструкцію парової машини (циліндр і поршень). Сам Ґотфрід Ляйбніц із перемінним успіхом намагався створити парову помпу на рубежі XVII і XVIII століть поряд із Християном Гюйґенсом.
Ляйбніц міг за тиждень запропонувати з пів дюжини геніальних ідей: від підводного човна до абсолютно нової форми годинника, від новаторської моделі ліхтарика до воза, який міг рухатися з такою ж швидкістю, як і сучасні автомобілі (навіть у часи, коли дороги являли собою колійні шляхи), однак жоден із цих винаходів так і не був завершений. Як інженер, Ляйбніц працював над обчислювальними машинами, годинниками і навіть над обладнанням для гірничодобувної промисловості. Як бібліотекар, він у цілому винайшов сучасне уявлення про каталогізацію.
Попри те, що проєкт осушування копалень у горах Гарца у 1678—1684 р.р. зазнав невдачі, під час його виконання Ляйбніц розробив чимало конструкцій вітряків, помп та інших механізмів. До того ж, завдяки накопиченим спостереженням Ляйбніц перетворився на експерта з геології, сформулювавши гіпотезу, що Земля спочатку була розплавленою.
Серед винаходів Ляйбніца можна також відзначити:
- проєктування оптичних приладів та гідравлічних машин[33]
- роботу над створенням «пневматичного двигуна»[33]

## Інші відомості
Ляйбніц листувався майже з усіма тогочасними науковцями Європи, до його кореспондентів належало понад 600 осіб. Він переконав Фрідріха I заснувати «Наукову організацію курфюрста Бранденбургського» (пізніше — Прусська академія наук) і з 1700 був її президентом. На прохання Петра I розробив проєкти розвитку освіти і державного керування в імперській Росії. Також доклав чимало зусиль для заснування наукових академій у Санкт-Петербурзі (яку було створено вже після його смерті) та Відні.
У своїх метафізичних роботах, наприклад, «Монадологія» (1714), доводив, що все складається з безлічі елементів, монад, що перебувають між собою у відношенні гармонії. Монади, будучи незалежними одна від одної, взаємодіють. Це означає, що християнська віра і наукове знання не повинні бути в конфлікті, і наявний світ створений Богом як найкращий із усіх можливих світів.

## Пам'ять
9 лютого 2023 року Київська міська рада перейменувала вулицю Олександра Даля на вулицю Лейбніца.

### Ляйбніц на поштових марках

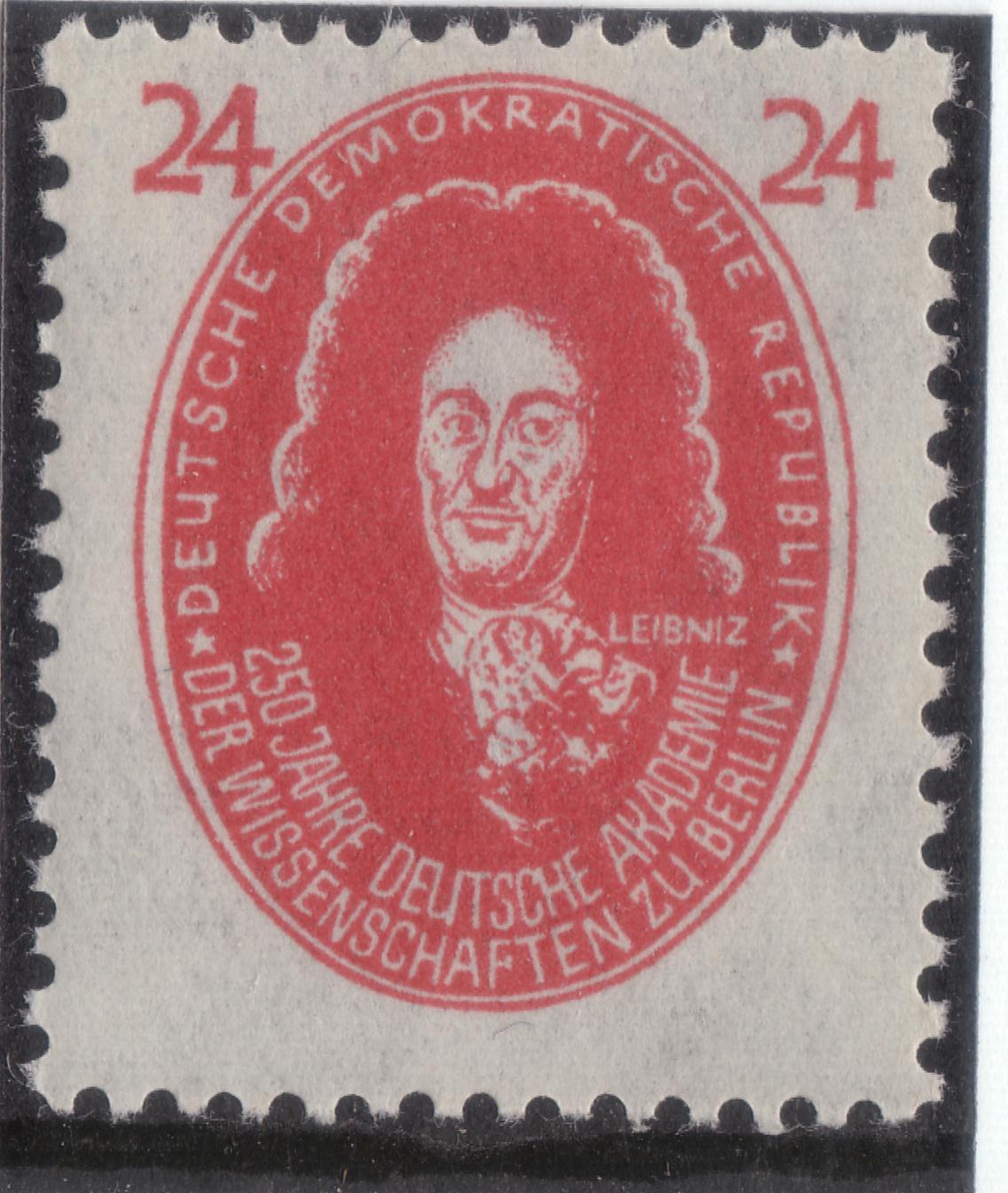
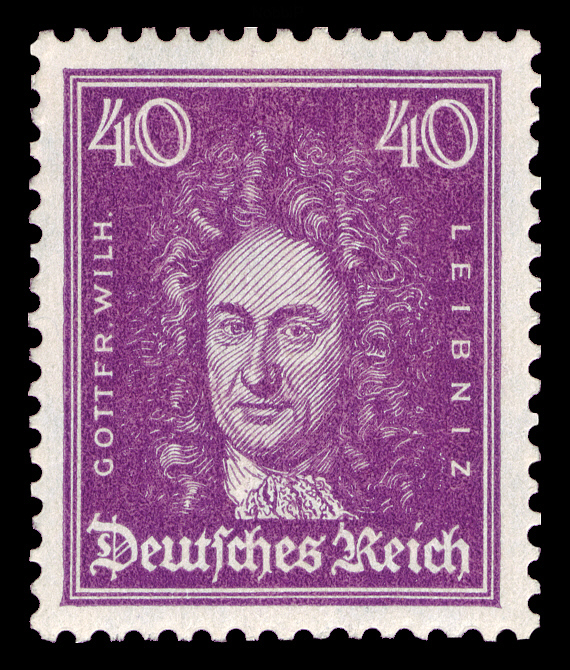
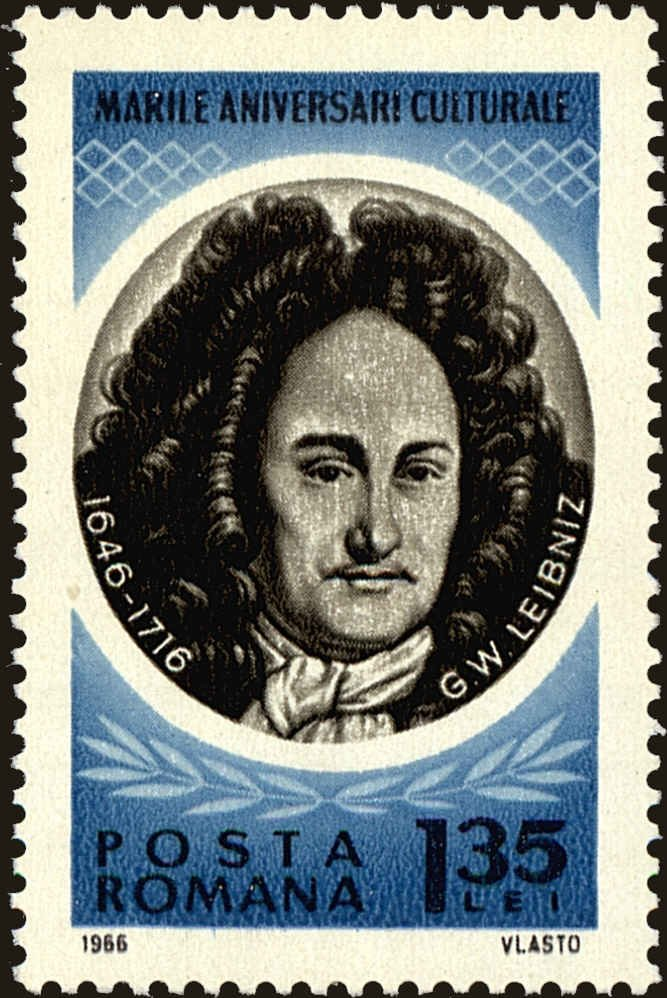

## Переклади праць українською
- Ґотфрид Вільгельм Ляйбніц. Монадологія (Український переклад Павла Бартусяка під редакцією Олега Хоми). Журнал Sententiae, XXVIII. — 2013. — № 1. С. 151—177.[15]